# Ковнацький Сергій Миколайович
Сергі́й Микола́йович Ковна́цький (нар. 27 серпня 1995 — 25 березня 2018) — старший солдат Збройних сил України, учасник російсько-української війни.

## Життєпис
Народився 1995 року в селі Ясенівка (сучасний Пулинський район, Житомирська область). Протягом 2001—2004 років навчався в ясенівській ЗОШ Червоноармійського (нині Пулинського) району, у 2004-2007-х — в ЗОШ села Зелена Поляна, з 2007 року — ЗОШ смт Червоноармійськ, 9 класів якої закінчив 2010-го. У 2013 році закінчив Червоноармійський професійний ліцей, здобув професії тракториста-машиніста сільськогоспвиробництва, слюсаря з ремонту сільськогосподарських машин та устаткування, також водія автотранспортних засобів; мешкав в Червоноармійську, грав у футбол.
28 квітня 2016 року вступив на військову службу за контрактом; старший солдат, Командир відділення десантно-штурмового взводу 1-го десантно-штурмового батальйону 95-ї бригади. Останні 4 місяці перебував на передовій; потрапивши у зону боїв, Сергій приховував це від сім'ї — розповідав, що несе службу на полігоні в Миколаєві. В лютому 2018-го без попередження приїхав додому у відпустку; у квітні 2018 закінчувався контракт, в травні збирався одружитись.
25 березня 2018 року під час бойового чергування в районі шахти «Бутівка» вранці загинув від поранення у голову кулею снайпера.
28 березня 2018-го похований з військовими почестями в смт Пулини; через усе селище тіло Сергія несли на руках.
Без Сергія лишились мама, батько Микола Леонідович (також учасник бойових дій), брат і сестра Юлія, наречена.

## Нагороди та вшанування
- указом Президента України № 189/2018 від 27 червня 2018 року «за особисту мужність і самовіддані дії, виявлені у захисті державного суверенітету та територіальної цілісності України» — нагороджений орденом «За мужність» III ступеня (посмертно)[1]